# Solanum incanum
Solanum incanum (mitunter auch als Jericho-Tomate oder Palästina-Nachtschatten bezeichnet) ist eine Pflanzenart aus der Untergattung Leptostemonum in der Gattung der Nachtschatten (Solanum). Die bis zu 120 cm hohe Pflanze kommt vom Nordosten Afrikas bis nach Indien vor.

## Beschreibung
Solanum incanum ist ein bis zu 120 cm hoher Strauch, dessen Stängel und Zweige dicht mit gelblich-grünen, sternförmigen Trichomen filzig behaart und mit Stacheln besetzt sind. Die Stacheln sind konisch geformt, gelb gefärbt, können gerade oder gebogen sein und werden bis zu 8 mm lang. Die Laubblätter sind 3,5 bis 8 cm lang und 2,5 bis 6,5 cm breit. Die Form der Blattspreite ist eiförmig bis breit eiförmig, der Blattrand ist gewellt, die gesamte Blattfläche ist dicht filzig mit gräulich-grünen, sternförmigen Trichomen besetzt, auf den Blattadern sind einige wenige Stacheln zu finden.
Die Teilblütenstände stehen oft zu zweit, wobei ein Teilblütenstand zweigeschlechtliche Blüten trägt und der zweite eine kurze Traube aus (selten nur zwei) drei bis fünf männlichen Blüten bildet. Die Blütenstandsstiele sind 10 bis 20 mm lang. Sowohl die Blütenstiele als auch die Blütenkelche der Blüten sind mit sternförmigen Trichomen filzig behaart und spärlich mit Stacheln besetzt. Der Kelch ist 6 bis 7 mm lang und ist zur Fruchtreife oftmals verdickt. Die Krone ist purpur-blau gefärbt, der Kronsaum hat einen Durchmesser von 3 bis 3,5 cm und besteht aus 9 bis 11 mm langen, dreieckigen Kronzipfeln. Die Außenseite ist dicht filzig mit sternförmigen Trichomen besetzt, die Innenseite ist nur spärlich behaart. Die Staubbeutel sind 5 bis 6 mm lang und verlängert, Griffel und Fruchtknoten sind fein behaart.
Die Früchte sind kugelförmige, gelbe Beeren mit einem Durchmesser von 25 bis 30 mm. Die Samen sind etwa 2,5 mm breit, beinahe nierenförmig, blass-braun und fein netzartig gefaltet.
Die Chromosomenzahl beträgt 2n = 24, seltener 48.

## Verbreitung
Das Verbreitungsgebiet der Art umfasst Äthiopien, Sudan, Ägypten, die Arabische Halbinsel, Iran, Pakistan und Indien. Sie ist dort vor allem auf Ebenen und im flacheren Bergland bis 1400 m Höhe häufig zu finden.